# Eskilstuna högre allmänna läroverk
Eskilstuna högre allmänna läroverk var ett läroverk i Eskilstuna som verkade från 1859 till 1968.

## Historia
Skolundervisning förekom i Eskilstuna under 1700-talet, men någon särskild skolbyggnad fanns dock inte anslagen, vid tiden runt 1800 höll skolan till i ett hus vid Fristadstorget. Genom kungligt brev 11 juni 1799 anmodades dock Eskilstuna att uppföra en särskild skolbyggnad, och statsmedel om 600 riksdaler anslogs till byggandet. 1805 stod skolbyggnaden färdig, och innehöll förutom bostad åt läraren en skolsal i vilken 90–100 elever undervisades som Eskilstuna trivialskola. 1835 ombildades den till en lägre lärdomsskola, elementarskola, och 1837 byggdes skolbyggnaden ut för att rymma fler elever. Samtidigt blev skolan en pojkskola, och 1845 inrättades en särskild flickavdelning. 1859 avskiljdes folkskolan och elementarskolan som blev ett treklassigt elementarläroverk. 1866 blev det femklassigt och 1905 och i samband med realskolereformen sexklassigt. Efter flera ansökningen godkändes 1911 skolan för att avlägga studentexamen och upphöjdes realgymnasium eller högre läroverk. Från och med höstterminen 1917 infördes även latingymnasium. 1928 beslutades om ett successivt statligt övertagande av gymnasiet.
En ny skolbyggnad för läroverket tillkom 1885. En ny läroverksbyggnad uppfördes 1918 och den gamla blev i stället annexbyggnad. 1934 genomfördes en om- och tillbyggnad.
Skolan kommunaliserades 1966 och namnändrades 1967 till S:t Eskils gymnasium. Studentexamen gavs från 1915 till 1968 och realexamen från 1907 till 1969.